# Hemiloapis ybyra
Hemiloapis ybyra là một loài bọ cánh cứng trong họ Cerambycidae.